# Purge zimbabwéenne de 2007
En 2007, le gouvernement du Zimbabwe affirme avoir déjoué une prétendue tentative de coup d’État impliquant près de 400 soldats et membres de haut rang de l'armée, qui aurait eu lieu le 2 ou le 15 juin 2007. Toutes ces personnes sont arrêtées dans le cadre d’une purge.

## Arrestations de mai 2007
Le gouvernement zimbabwéen affirme avoir déjoué une prétendue tentative de coup d'État impliquant près de 400 soldats et membres de haut rang de l'armée, qui aurait eu lieu le 2 ou le 15 juin 2007. Les personnes arrêtées incluent le capitaine de l'armée à la retraite Albert Matapo, le colonel Ben Ncube (en), le général de division Engelbert Rugeje (en) et le vice-maréchal de l'Air Elson Moyo (en),. 
Selon le gouvernement, les soldats prévoyaient de destituer de force le président Robert Mugabe et de demander au ministre du logement rural Emmerson Mnangagwa de former un gouvernement avec les chefs des forces armées. Le gouvernement a entendu parler du complot pour la première fois lorsqu'un ancien officier de l'armée opposé au coup d'État contacte la police de Paris et fournit une carte et une liste des personnes impliquées. Mnangagwa et le ministre de la Sécurité de l'État, Didymus Mutasa (en), déclarent ne pas être au courant du complot, Mnangagwa le qualifiant de « stupide ». Certains analystes ont émis l'hypothèse que des potentiels successeurs de Mugabe, tels que l'ancien chef de la Zimbabwe African National Liberation Army, Solomon Mujuru (en), tentaient peut-être de discréditer Mnangagwa. 
Gilbert Kagodora, trésorier du parti politique Mouvement pour le changement démocratique dans le Mashonaland Central, raconte que lui et Matapo ont été arrêtés par des hommes appartenant peut-être à la Central Intelligence Organization à 14 heures le 29 mai à Harare. 
Des accusations de haute trahison sont portées contre Matapo et d'autres civils, mais aucun procès pour trahison n'a jamais lieu, faute de preuves. Sept hommes accusés d’avoir tenté de former un nouveau parti politique passent sept ans en prison et ont probablement été torturés auparavant, avant d'être libérés en 2014, puis de fonder leur nouveau parti. 
Kagodora déclare que Matapo et lui ont été enfermés dans un sous-sol et torturés, probablement par des membres de l'Unité de renseignement militaire. Les tortionnaires posent des questions sur les camps terroristes du Mouvement pour le changement démocratique en Afrique du Sud, les dirigeants et les financiers du complot, les forces armées du MCD et son Comité de résistance démocratique. Le 1er juin, Kagodora est placé sous la garde du commissariat central de Harare. Il dit avoir entendu des interrogateurs demander à Matapo de révéler les noms des officiers de l'armée et de la police liés au coup d'État. La police libère Kagadora le 4 juin.

## Conséquences
Plusieurs hommes, en service actif ou retraités de l'armée nationale du Zimbabwe, sont arrêtés entre le 29 mai et début juin 2007. Ils sont convoqués à deux audiences secrètes devant la Haute Cour, auxquelles leurs proches et les journalistes ne sont autorisés à assister.
Les procureurs accusent Albert Matapo d'avoir mené le coup d'État et d'avoir tenté de « recruter autant de soldats que possible pour prendre le contrôle du gouvernement et de tous les camps et contrôler la nation, après quoi il annoncerait à la nation qu'il contrôlait le gouvernement et qu'il invitait le ministre Mnangagwa et les chefs de service à former un gouvernement. » Albert Rugowe, ancien officier de l'armée, est accusé d'avoir recruté des militaires pour le coup d'État. Le capitaine Shepherd Maromo et Olivine Morale sont également jugés. 
Selon une source militaire à Harare, les putschistes auraient contacté les gouvernements occidentaux et leur auraient demandé de soutenir le coup d'État. Les pays occidentaux auraient affirmé qu'ils condamneraient publiquement le coup d'État et le soutiendraient en privé seulement s'il rétablissait la démocratie au Zimbabwe. 
Des accusations de haute trahison sont portées contre Matapo et d'autres civils, mais aucun procès pour trahison n'a jamais eu lieu, faute de preuves. L'ancien capitaine de l'armée Albert Matapo (qui avait pris sa retraite de l'armée 16 ans plus tôt en 1991), et six autres hommes, Emmanuel Marara, Oncemore Mudzurahona, Partson Mupfure, Nyasha Zivuku, Rangarirai Mazivofa et Shingirai Webster Mutemachani, sont enfermés sept ans dans la prison de Chikurubi (en), avant d'être libérés le 1er mars 2014. Matapo affirment qu'ils ont tous été gravement torturés pendant l'interrogatoire, y compris par électrocution de leurs organes génitaux. Il soutient qu'ils n'ont pas tenté de coup d'État et n'avaient aucun intérêt à soutenir Mnangagwa (qu'ils n'apprécient pas plus que Mugabe), mais essayaient simplement de former un parti politique. Ce parti, United Crusade for Achieving Democracy (UCAD), voit le jour le 1er août 2014.
Ncube, Rugeje et Moyo sont assignés à résidence en juin 2007, mais ils restent tous en poste,,,.
Emmerson Mnangagwa reste en fonction. Il est élu président du Zimbabwe le 24 novembre 2017, après la démission de Robert Mugabe qui suit le coup d'État zimbabwéen de 2017.